# Stepenitz (Mecklembourg)
La Stepenitz est un affluent droit de la Trave dans le nord-ouest du Mecklembourg-Poméranie-Occidentale traversant le Mecklembourg du sud-est au nord-ouest. La rivière prend sa source au nord-ouest de Schwerin et du lac de Neumühle à 49 mètres d'altitude. Elle traverse plusieurs lacs mecklembourgeois, est rejointe par la Radegast à Börzow et la Maurine, quatre kilomètres avant Dassow. Elle se jette dans le lac de Dassow, puis se dirige vers Travemünde. Sa longueur est de 52 kilomètres. 